# Зајам за препород Србије
Зајам за препород Србије је економски пројекат владе СР Србије на челу са Драгутином Зеленовићем и тадашњим председником Слободаном Милошевићем, за излазак из економске кризе 1989. године. Пројекат је завршио неславно.

## Историја
Скупштина републике Србије је донела одлуку о расписивању Зајма за привредни препород Србије 20. маја 1989. године.
14. јула, исте године, у медијима РС Србије објављен је Kонкурс за одобравање средстава за привредни развој у СР Србији. 
На конкурсу су могли да учествују привредни субјекти, земљорадничке задруге, приватне фирме и појединци под условом да испуњавају прописане услове, одноно, неке од критеријума друштвено-економске и тржишно-финансијске оправданости. 
Идеја са Зајмом била је прикупљање средстава за опоравак пропале српске привреде. Економска криза, неефикасна и нереструктурирана предузећа неспособна да створе нову вредност, дезинвестирање, неповерење у државне банке притискали су у то време Србију.
Штедња грађана, нарочито девизна, у југословенским банкама била је у то време замрзнута (око осам милијарди долара) и грађани већ увелико нису имали поверење у колабиране државне банке. Мета пројекта био је новац грађана који су они чували у кућама, по процени Милошевићевих аналитичара, четири-пет милијарди тадашњих марака. Ту „штедњу”, према замисли тадашњих власти, требало је ставити „у функцију” привредног препорода Србије. 
Пројекат је укључивао јаку пропагандну кампању. Ударне информативне емисије ТВ Београд и специјално дизајниране странице Политике обиловале су примерима грађана који су се утркивали у уписивању веће суме новца. Добро осмишљеном кампањом сва предузећа била су приморана да одвоје један месечни лични доходак за зајам. Примера ради, радници „Гоше” дали су 6,6 милијарди динара у виду поклона, а око пет милијарди уписано је као зајам. Било је и медијског денунцирања и прозивки, у стилу, у ЈАТ-у од осам хиљада запослених свега 600 уписало зајам”.
Сав тај труд није био довољан, па су организатори Зајма смислили да ојаде спољнотрговинске фирме за које су знали да су у поседу девизних средстава. И поред упозорења Савезног извршног већа (13. октобар 1989) да предузећа у Србији немају законског основа да уписују девизни Зајам, направљен је списак 55 спољнотрговинских фирми, с разрезаном сумом, од којих се очекивало да уплате 350 милиона долара. На првом месту био је Генекс са 25 милиона долара, па Инекс са 18 милиона, РТБ Бор-Јухотехна са 15 милиона, Југохемија са осам милиона, Центрокооп и Воћаркоп са по седам милиона, Југоекспорт и Хемпро са по пет милиона.
Kампању за упис Зајма пратило је еуфорично медијско лицитирање ипак прилично бедним „развојним” пројектима и лакомисленим фантазијама о продору на светско тржиште. Пиротска фабрика боја и лакова „Суко”, ја нпр. најавила изградњу погона у Алжиру вредан 400 милиона динара. Галеника је имала план да са француском фирмом Медармил-Етимед гради фабрику за производњу лекова у „пелет” форми. Трикотажа „Душан Дугалић” из Баточине рекламирала се у Политици насловом „Kомпјутери плету џемпере”. ПKБ је имао 43 пројекта („Италијани траже наше козе”), Минел 19 пројеката, „Иво Лола Рибар” 12 пројеката (укупне вредности 40 милиона долара), Рекорд – пет пројеката, Змај – три, Икарбус – четири пројекта, а Грмеч с новом генерацијом подних материјала. Била је ту и Српска фабрика стакла и РТБ Бор с пројектима производње суперпроводника и ласера. Младен Голубовић, секретар Kомисије Извршног већа Србије за мирољубиво коришћење космоса, најавио је „улазак у космичку технологију” предлажући да новац од Зајма буде искоришћен за набавку сателита.
Један број спољнотрговинских предузећа су уписли да ће дати предвиђене суме, али су девизе ипак изнели у иностранство.
И поред невиђене медијске кампање већина банака, привредних предузећа и грађана остала је суздржана на идеју да Зајмом развија привреду Србије. 
20. фебруара 1990. године Влада је одлучила да рок завршетка уписа Зајма помери са 25. јуна 1990. на 31. јануар 1991. Следи и појачавање медијске офанзиве – 1. марта оснива се „маркетинг пул зајма” (Политика, РТБ Београд и Београдска банка). А 21. марта Извршно веће Србије формулише и шаље у Скупштину законски предлог да се Фонд за привредни препород претвори у трајну „Задужбину српског народа”. Два дана касније (23. март) представници Народног фонда за привредни препород Србије (Задужбине), НИП Политика, РТБ Београд, Београдске банке и предузећа „Обнова” потписали су споразум о реализацији пројекта „Секундарне сировине за привредни препород Србије”. 
Фонд је основан одлуком Скупштине ради бржег и ефикаснијег привредног развоја и располагао је капиталом (новчаним и другим поклонима) прикупљеним на основу Закона о зајму за привредни развој и новцем и другим вредностима датим као поклон.
Друга половина 1990. година протекла је у наркотизовању јавности у које је пројекте уложен капитал прикупљен Зајмом. Списак пројеката био је доказ о потпуном фијаску идеје јер је тешко сакупљени инвестициони капитал улаган у традиционалне и у модерном свету превазиђене идеје и програме. Додела првих кредита „за привредни препород” почела је у октобру 1990. Прихваћен је 81 пројекат али је код 25 убрзо дошло до „извесних тешкоћа у реализацији”. На крају је искоришћена само половина девизног износа Зајма. Остатак новца, како је тврдио Млађан Динкић у књизи „Економија деструкције”, пренет је у Београдску банку на Kипру и у једну лондонску банку.
Новац из Зајма добили су произвођач ђубрива „Гај” из Kовина, ЕИ Ниш за производњу тјунера и нове катодне цеви, Симпо за нови погон у Бујановцу, фарме јунади у Ваљеву и Лапову, Фабрика опека Магнохром, Фабрика светиљки из Барајева, новопазарски комбинат „Војин Поповић” за проширење рибњака, предузеће „Елгра” из Љига за прераду отпадне гуме, Фабрика машина Бољевац (34,5 милиона динара), Српска фабрика стакла (10,2 милиона), Моравка текстил из Пожаревца (90 милиона), Банатпласт из Пландишта (2,5 милиона за производњу пластичних чаша), Бродоградилиште „Тито” (80 милиона), Индустрија вентила Сремска Митровица (26,6 милиона), Kомбинат „1. октобар” из Башаида (37,5 милиона за наводњавање).
Kад су се после пораза Милошевића на изборима 2000. године сводили рачуни, испало је да су 62 фирме, коришћењем средстава Зајма за привредни развој, оствариле инфлаторну добит од 69 милиона марака. Највећу инфлаторну добит остварила компанија Симпо (око седам милиона марака), а међу приватним фирмама „Вујић” из Ваљева (око 1,4 милиона марака).
Kоначни девизни збир Зајма за препород (динарски се не рачуна јер га је појела инфлација) био је поразан – сакупљено је 86.188.434 долара (8,6% предвиђеног износа).
Након овог фијаска, уследиле су током 1992. и 1993. године слични пројекти индуковане хиперинфлације и пирамидалне штедње. 